# Giuseppe Doni
Pour les articles homonymes, voir Doni.
Giuseppe Doni, né le 13 mars 1928 à Vigonza (Vénétie), mort le 31 octobre 2001 à Padoue est un coureur cycliste italien, professionnel de 1948 à 1956. Il s'est classé deuxième d'une étape sur le Tour d'Italie 1949. 

## Palmarès
- 1951
  - 3e du Milan-Modène
- 1952
  - Bregenz-Vienne
- 1953
  - Trophée Matteotti
- 1954
  - Grand Prix Ceramisti
  - 2e du Tour de Vénétie
- 1955
  - Grand Prix Pontremoli

## Résultats sur les grands tours

### Tour d'Italie
5 participations
- 1949 : 36e
- 1950 : 58e
- 1952 : 83e
- 1953 : 47e
- 1954 : 66e